# 渋谷陽一
渋谷 陽一（しぶや よういち、1951年6月9日 - 2025年7月14日）は、日本の音楽評論家、編集者、DJ。2024年3月31日にロッキング・オン・グループ代表取締役社長を退任し、代表取締役会長に就任。

## 来歴
東京都新宿区出身。東京都立千歳丘高等学校在学時から『音楽専科』等のロック誌に寄稿し、18歳の時グランド・ファンク・レイルロードのレコード評で音楽評論家としてのキャリアを始める。明治学院大学在学中の1970年、水上はるこが中心となっていたミニコミ誌『レボリューション』を新宿のロック喫茶で発見し、投稿。同年発行の11号では、当時の「既存のロックに対する批評やロック観をぶち壊し、ロックに先行しうる論理を構築する」という意思を宣言する投稿で、中村とうようの評論家としての姿勢を批判するなどしている。
1972年に同誌に投稿していた岩谷宏、橘川幸夫と知り合う。この三人に松村雄策を加えた4人が中心となり、読者投稿型のミニコミ誌『rockin’ on』を創刊。翌1973年に商業誌（隔月刊）として全国配本スタート。1977年に月刊誌となる。1973年からNHKのラジオDJを務め、NHKラジオ第1放送の『若いこだま』、NHK-FMの『ヤングジョッキー』『サウンドストリート』『ミュージックスクエア』などで英米のロックを積極的に紹介。1986年には邦楽専門の音楽誌『ROCKIN'ON JAPAN』を創刊。その後も『CUT』『bridge』『H』『SIGHT』『SIGHT ART』など数々の雑誌や書籍を手がけ、2000年からは『ROCK IN JAPAN FESTIVAL』『COUNTDOWN JAPAN』『JAPAN JAM』といった音楽イベントの総合プロデューサーも務める。
2023年11月17日、ロッキング・オン公式サイトにて病気療養のため入院することを発表。入院加療中は副社長の海津亮と山崎洋一郎が社長職務を代行することを合わせて発表した。2024年3月30日、1997年よりDJを務めてきたラジオ番組『ワールドロックナウ』（NHK-FM）が終了した。2024年3月31日、ロッキング・オン・グループ3社（株式会社ロッキング・オン・ホールディングス、株式会社ロッキング・オン、株式会社ロッキング・オン・ジャパン）の代表取締役社長を退任、代表取締役会長に就任。
入院後リハビリを続けていたが、2025年に誤嚥性肺炎を併発。同年7月14日に亡くなり、7月22日にロッキング・オングループ公式サイトにて公表された。74歳没。死去の際に、2023年の病気療養は脳出血による緊急入院だったことが公表された。

## 評論家として
「ロッキング・オン」は外来思想としてのロックを日本の風土と日常生活の中に根付かせようとする一種の思想運動だったと言える。
渋谷は時代における先進性を持ったバンドを高く評価するが、その音楽性を固定させたようなバンドは「様式化」という言葉で批判している。例えば、ハードロック（ヘヴィ・メタル）におけるブラック・サバスは評価するが、ジューダス・プリーストは批判する、という具合である。これについては松村雄策との対談の中で「サバスは好きだけどジューダスは嫌いというのは世間は納得しない」と、からかわれている。
レッド・ツェッペリンとビートルズ、プリンスに関しては盲目的なファンという姿勢をくずさない。
クイーンについては自著『ロックミュージック進化論』で、日本における人気ナンバー・ワン・バンドと評し、その要因として建築工学的で厚みのあるサウンドやメロディーの明快さ等を挙げている。渋谷自身も「デビュー当時は新しいタイプのハードロック・バンドとしてよく聞いていた」と語り、『ジョーズ』や『スター・ウォーズ』といったハリウッド大作映画に通じる質の高いエンターテイメント性がクイーンの魅力であると述べている。
ライナーノーツを数多く執筆しているが、原稿の管理に無頓着で、単行本『ロック大教典』出版の際には読者に今まで書いたテキストを送ってほしいと告知し、実際に送った人は協力者として巻末に記載されている。
英語が不得意なためにしでかした失敗もあり、一例として『音楽専科』の新譜紹介ページでエリック・クラプトンのソロアルバムのタイトル"No reason to cry"（1976）を「泣くのに理由はいらない」と誤訳したことがある（実際は「泣く理由はない」だから意味は全く逆）。
新雑誌の立ち上げに際しては編集長として積極的に関わることが多く、その手腕も高く評価されている。「映画」ジャンルにはとくに積極的に関わっており、黒澤明・北野武・宮崎駿・押井守らに直接インタビューをおこなっている。
渋谷の出る杭的な言動が、いかに業界の反感を買っていたかを象徴するエピソードには事欠かない。業界の大物のパーティーで渋谷が挨拶に立てば、「バカヤロー」「いい気になってんじゃねえぜ」と大声で罵倒の野次が嵐のごとく降ってきたこともあったという。
1972年にロッキング・オンを立ち上げてからの7年間の活動について、「評論家としての自分は、ロッキング・オンというプロジェクトの一部であった」「メディアを自分達で組織していくという行為が僕の全てであった」と振り返り、メディア活動を批評行為の一部と位置づけ、「その表出のしかたが、文章であるか、雑誌運営であるかの差でしかない」と述べている。
音楽評論家として雑誌を創刊したが、いざ雑誌を作り始めると、雑誌編集の仕事の方がはるかに面白かった、と語っている。
1984年頃には執筆活動をほとんどしなくなったが、その理由について、「原稿を書いているより、広告営業をしている方が楽しいし、資質的にも合っているように思う」「原稿を書いていると鬱鬱として暗くなってしまう。楽しくない事を無理矢理やると体に悪い」「要するに根っからの編集者であり、出版社の経営者なのである」と述べている。
本人は評論家業よりも出版社の経営者としての立場を重視しており、経営者の方が面白いとも公言している。

## イベントプロデューサーとして
2000年から新規事業として取り組んでいる音楽イベントについて「ロック・フェスティバルはひとつのメディアであり、雑誌作りによく似たトータルな表現である」と述べている。
橘川幸夫によると「ロッキング・オンが創刊する以前から、渋谷は小さなコンサートを主宰していた」という。また、ロッキング・オン黎明期には資金集めのために、区民ホール等でフィルムコンサートを何度か催しており、橘川は「渋谷の、こうした活動は、やがて、15万人を集めるに至ったロッキング・オンの夏フェスの成功につながるのだろう」と評している。

## 交友関係
若いとき、自身のラジオ番組にゲスト出演した浜田省吾と議論が白熱し浜田が激怒したことがある。浜田に「結局あんたたちゃあ、人の作ったものにケチつけてメシ食ってるんでしょう！この三流評論家が！」と面と向かって毒づかれ、これに対して渋谷は「はい、そうですよ」としか答えられなかった。しかしながら、その後渋谷は自身の発刊する音楽誌で何度も浜田の特集を組むなど、今日に至るまで長きに渡り浜田を支援し続けている。また、渋谷はプライベートでも付き合いがある数少ないミュージシャンのうちの一人として浜田の名前を挙げている。
RCサクセション時代からの仕事仲間である仲井戸麗市は、インタビュー中、渋谷と歌詞の世界観について真剣に言い合っているうちにエスカレートし、あわや殴りあいかというマジギレ寸前になったこともあるという。しかし、その言葉の裏には愛情を感じていたので、その一件以後、仲井戸にとって渋谷の存在が心の中でずっと大きくなったという。
B'zをはじめとしたビーイング系のミュージシャンを自社の雑誌であまり取り上げないことから、ビーイング嫌いのイメージがあるが、渋谷本人はビーイングというプロダクションに対して、それほど悪い印象をもっておらず、グループの創業者である長戸大幸とは旧知の仲で、「業界の中でも数少ないウマの合う人物」と述べている。ただしビーイング系のミュージシャンに対しては、「それほど嫌いではないが、好きでもない」と述べている。雑誌『VIEWS』がビーイング批判の特集をやった時はコメントを求められ、唯一、肯定的なコメントを出して発売後お礼の電話をもらった。また、自ら編集長を務める雑誌『bridge』では、「いろいろ言われているが、そのビジネスに向かうスタンスは正しい」といった趣旨のビーイング肯定原稿を発表。その中で、「これだけ擁護しているんだから100万円ぐらい欲しい」と冗談めかして書いたところ電話があり、「100万円はあげれないけど、広告は出してあげる」と言われ、しかも普通の広告ではなく「ガンバレ渋谷陽一」というコピーの笑えるものにしたいという提案を受ける。実際に『bridge』4号で、祝儀袋にビーイングのクレジット入りで「ガンバレ!渋谷陽一」とデザインされた広告が掲載された。かつて制作に関わっていたテレビ東京の『PVTV』では、Being、GIZAがスポンサーで、ビーイングのアーティストのピックアップ枠もあった。

## 創刊誌
- 『rockin'on』
- 『ROCKIN'ON JAPAN』
- 『CUT』
- 『H』
- 『SIGHT』
- 『bridge』
- 『SIGHT ART』

## 著書

### 単著
- 『レコード・ブック』新興楽譜出版社 1974年 ※後に『ロック ベスト・アルバム・セレクション』として文庫化
- 『メディアとしてのロックンロール』ロッキング・オン 1979年
- 『ロックミュージック進化論』日本放送出版協会 1980年 ※のち新潮文庫
- 『音楽が終った後に』ロッキング・オン 1982年
- 『ロック微分法』ロッキング・オン 1984年
- 『ロックは語れない』新潮文庫 1986年 ※対談集 表紙イラスト：江口寿史
- 『ロック ベスト・アルバム・セレクション』新潮文庫 1988年 ※1974年『レコード・ブック』を増補改訂版し文庫化
- 『ロックはどうして時代から逃れられないのか』ロッキング・オン 1996年

### 共著
- 『ロック読本』福武文庫 1989年
- 『40過ぎてからのロック』松村雄策共著 ロッキング・オン 1995年
- 『ロック大教典』松村雄策共著 ロッキング・オン 1997年
- 『渋松対談Z』松村雄策共著 ロッキング・オン 2002年
- 『定本渋松対談・復刻版』松村雄策共著 ロッキング・オン 2002年 ※1986年に通信販売で刊行した同書を復刻
- 『渋松対談 赤盤』松村雄策共著 ロッキング・オン 2011年
- 『渋松対談 青盤』松村雄策共著 ロッキング・オン 2011年

### 構成
- 『ビートルズの軌跡』 新興楽譜出版社 1972年10月 ※1987年に文庫化

### インタビュー
- 北野武『余生』（2001年、ロッキング・オン）のちソフトバンク文庫
- 北野武『孤独』（2002年、ロッキング・オン）のちソフトバンク文庫
- 北野武『時効』（2003年、ロッキング・オン）のちソフトバンク文庫
- 北野武『異形』（2004年、ロッキング・オン）
- 北野武『光』（2005年、ロッキング・オン）
- 北野武『生きる』（2007年、ロッキング・オン）
- 北野武『女たち』（2008年、ロッキング・オン）
- 北野武『今、63歳』（2010年、ロッキング・オン）
- 北野武『物語』（2012年、ロッキング・オン）
- 北野武『やり残したこと』（2015年、ロッキング・オン）
- 北野武『ラストシーン』（2017年、ロッキング・オン）
- 宮崎駿『風の帰る場所―ナウシカから千尋までの軌跡』 （2002年、ロッキング・オン）のち文春ジブリ文庫
- 宮崎駿『続・風の帰る場所―映画監督・宮崎駿はいかに始まり、いかに幕を引いたのか』 （2013年、ロッキング・オン ）
- 鈴木敏夫『風に吹かれて』（2013年、中央公論新社）2019年に中公文庫2冊

## 出演

### ラジオ
- 若いこだま(NHKラジオ第1)
- ヤングジョッキー（NHK-FM）[4]
- サウンドストリート（1978年4月 - 1983年3月 木・金曜日担当 NHK-FM）[4]
- FMホットライン（1983年4月 - 1993年3月 NHK-FM）[4]
- ワールドロックナウ（1997年4月5日 - 2024年3月30日、NHK-FM）[18]
- HEIWA REAL BEAT（2005年-2007年 ニッポン放送）
- HITACHI Music&Music（エフエム東京）[4]

## 企画番組

### テレビ
- ショウビズTODAY（1985年 - 1995年、テレビ朝日）
- HITS（1988年 - 1989年、テレビ朝日）
- JAPAN COUNTDOWN（1998年 - 2020年、テレビ東京）
- メガロックショー（1991年 - 1992年、NHK総合） - 構成
- LIVE BANG!（2005年 - 2006年、テレビ東京）
- PVTV（2006年 - 2009年、テレビ東京）
- SHOWBIZ COUNTDOWN (2001年 - 2011年、テレビ愛知）